# Ipodoryctes roslinensis
Ipodoryctes roslinensis är en stekelart som först beskrevs av Lal 1939.  Ipodoryctes roslinensis ingår i släktet Ipodoryctes och familjen bracksteklar. Inga underarter finns listade i Catalogue of Life.